# Pyramidospora casuarinae
Pyramidospora casuarinae är en svampart som beskrevs av Sv. Nilsson 1962. Pyramidospora casuarinae ingår i släktet Pyramidospora, divisionen sporsäcksvampar och riket svampar.   Inga underarter finns listade i Catalogue of Life.